# تجمع ام الصحراء (رماة)
'

تعديل مصدري - تعديل

تجمع ام الصحراء هي إحدى قرى عزلة رماة بمديرية رماة التابعة لمحافظة حضرموت، بلغ تعداد سكانها 89 نسمة حسب تعداد اليمن لعام 2004.